# Rue Marmoreau
La rue Marmoreau est une voie du centre-ville de la commune française de Laval.

## Situation et accès
Elle relie la place Hardy-de-Lévaré à la place de Hercé.

## Origine du nom
Son nom vient de la contraction de « la mare Moreau », c'est-à-dire la mare appartenant à la famille Moreau, qui est attestée au XVIIe siècle.

## Historique
La rue Marmoreau se trouve au sud des remparts de Laval, et ne fait pas partie du tissu urbain médiéval. Elle est lotie aux XVIIe et XVIIIe siècles, lorsque le quartier entourant la place de Hercé et la place du Gast devient la résidence de l'aristocratie et de la bourgeoisie locales.

## Bâtiments remarquables et lieux de mémoire
- L'hôtel de la Villaudray, au numéro 18, construit en 1766.
- L'hôtel de la Chapelle, au numéro 23, construit en 1772.
- L'hôtel Berset, au numéro 25, construit en 1779.
- L'hôtel Letourneur du Teilleul, au numéro 27, construit vers 1785.